# Càlic
Càlic era un grup de música d'arrel tradicional alguerés, equivalent en lo estil de Riproposta mediterrània als Al Tall. Fundat l'anada de 1981 pel Mariano Piras i Claudio Gabriel Sanna, representa -junt amb Franca Masu, Pau Dessì, Antonel·lo Colledanchise i Pino Piras- el ressorgiment de la cançó catalana a l'Alguer.
Ian Anderson los va definir «com uns Radio Tarifa sards, però manco intensos».

## Cronologia
Fundat a l'Alguer en 1981, lo conjunt naixiva amb la intenció d'estudiar la tradició musical algueresa, caracteritzada per l'ús del català arcaic, per bé que s'allargariva a tot lo patrimoni musical sard: lo sou repertori s'era caracteritzat per reelaboracions i noves propostes de cants i balls tradicionals en català i sard que s'hi alternaven. La recerca també s'esteniva a la recuperació d'instruments tradicionals com la ximbomba. Del 82 al 86 van participar en assai festivals i el 1987 van guanyar el Premi Tenco a dins de la categoria de «folk d'autor».
Després d'enregistrar una cassette al 1984, Carrer del mar, en 1995 apareix lo seu primer CD, Terres de mar amb la discogràfica italiana CNI. L'anada del 1997 varen participar en lo 10è Cicle de Música Tradicional i Popular, i en lo disc doble del Tradicionàrius s'hi incloïa la cançó Trobaràs. Lo segon disc, Attinde (CNI, 1998), se situava entre el folklore i la renovació amb una escapada al rap en la cançó homònima.
L'estivada de 2002 lo grup editava el sou darrer disc, La cançó catalana a Sardenya: primer volum, lo primer d'una col·lecció de treballs que preteniva recórrer el llegat de la cançó catalana a Sardenya: lo treball comptava amb la col·laboració de Maria del Mar Bonet i composicions del segle xiv (data de l'ocupació catalana de l'illa). La intenció, segons lo grup, era arribar fins los autors actuals i cobrir la totalitat d'un llegat assai important.
El grup s'ha desfet en el 2003.

## Discografia
- Carrer del mar (La luna Studio) 1984
- Terres de mar (CNI, 1995)
- Tradicionàrius '97 (?, 1997). inclou Trobaràs
- A Mediterranean odyssey (Putumayo, ?): inclou Un poeta
- Attinde (CNI, 1998)
- Italian Music odyssey (Putumayo, 2000): inclou Attinde
- La cançó catalana a Sardenya: primer volum (Blau/DiscMedi, 2002)